# Ilsenhöhle
Ilsenhöhle è una grotta e un sito archeologico, il cui ingresso si trova sotto il castello di Ranis nell'omonima cittadina della Turingia. Gli scavi archeologici, condotti dal 2016 al 2022, hanno portato alla luce resti dei primi esseri umani moderni europei (EEMH - European early modern humans in inglese) datati a 45 000 anni fa.

## Sito archeologico
Il sito si trova all'interno di una grotta, interessata dalle prime indagini preliminari scientifiche tra il 1926 e il 1931; gli scavi archeologici veri e propri, ebbero luogo dal 1932 al 1938, inizialmente condotte da Dietrich von Breitenbuch di Ranis, e successivamente dall'allora Istituto statale di preistoria di Halle.
Tra il 2016 e il 2022 è stato nuovamente indagato il pozzo principale, scavato negli anni '30 e successivamente interrato. Lo scopo era quello di verificare la stratigrafia rilevata all'epoca, con le metodologie attualmente disponibili, nella speranza che, nonostante gli interventi degli anni '30, rimanessero ancora depositi intatti. In fondo alla sequenza di strati, che raggiungeva una profondità di otto metri, i ricercatori si sono imbattuti in un masso spesso 1,7 metri, che i precedenti scavatori avevano evitato. Dopo che la roccia fu sezionata e rimossa, furono scoperti veri e propri depositi incontaminati direttamente sotto questa roccia, tra cui, per la prima volta, quattro ossa che furono identificate come resti di Homo sapiens.
Complessivamente questa campagna di scavi ha dato alla luce i resti di 13 ossa umane, associate a punte bifacciali. L'appartenenza al genere Homo Sapiens è stata confermata dall'analisi del DNA, e la datazione, effettuata con la tecnica del radiocarbonio, ha stimato un'età di 45 000, il che significa che questi reperti sono tra le più antiche testimonianze della presenza dell'uomo moderno in Europa.
Successive analisi sul DNA antico ha trovato che i fossili ossei appartevano a sei individui, tra i quali una madre e sua figlia; non solo, è stata trovata anche un rapporto di parentela, entro il sesto grado, tra due di questi Cro-Magnon e la cosidetta Donna di Zlatý kůň, una località della Repubblica Ceca, a circa 230 chilometri di distanza. Gli uomini di Ranis, come vengono indicati gli individui trovati nella grotta, avevano pelle e capelli scuri, ed occhi castani. Lo studio ha poi trovato nel DNA dei fossili, tracce genetiche dei Neanderthal, relative ad un'epoca antecedente a quella in cui vissero questi Sapiens. Particolarmente ben conservato è il genoma dell'individuo classificato come Ranis13, tra i più antichi primi uomini europei geneticamente analizzato.